# Astarsa
Astilleros Argentinos Río de La Plata S.A. — бывшая аргентинская машиностроительная и металлургическая компания. Располагалась в городе Тигре (провинция Буэнос-Айрес).

## История
Основана в 1920-х как Sociedad Colectiva Hansen y Puccíni. Верфь располагась на реке Лухан в Тигре, севернее Большого Буэнос-Айреса.
Первое судно водоизмещением свыше 1000 тонн, заложенное в Аргентине, было построено Astarsa для нефтяной компании Yacimientos Petrolíferos Fiscales (YPF). Кроме судостроения, компания занималась производством локомотивов, тракторов, труб и промышленного оборудования, а с конца 1960-х — сборкой лёгких танков AMX-13. Участвовало в производстве бронированной ремонтно-эвакуационной машины VCRT семейства TAM/VCTP. В 1972 на предприятии работало 1500 рабочих. Astarsa действовала как субподрядчик таких компаний, как General Motors, Werkspoor и Alsthom.
В 1994 производство на предприятиях компании было остановлено, а в 1997-м компания объявила себя банкротом. Ныне, на территории бывших цехов строятся жилые комплексы.

## Продукция
Компания проектировала и производила гражданские и военные суда и корабли. Два из девяти тральщиков — «Робинсон» и «Сивер» типа «Бушар», были построены на верфи Hansen y Puccíni.